# 威諾格拉德快速傅立葉變換演算法
威諾格拉德快速傅立葉演算法（英語：Winograd FFT）是由美國電腦科學家Shmuel Winograd在1978年提出。此演算法可以找出最少的乘法運算量。
當把DFT的公式：{\displaystyle y_{j}=\sum _{k=0}^{n-1}x_{k}e^{-j{\begin{matrix}{\frac {2\pi }{n}}\end{matrix}}ik}\qquad j=0,1,\cdots ,n-1.}
用矩陣方式來表示：{\displaystyle {\begin{bmatrix}y_{0}\\y_{1}\\\vdots \\y_{n-1}\end{bmatrix}}={\begin{bmatrix}1&1&1&\cdots &1&1\\1&w&w^{2}&\cdots &w^{n-2}&w^{n-1}\\\vdots &\vdots &\vdots &\cdots &\vdots &\vdots \\1&w^{n-1}&w^{2(n-1)}&\cdots &w^{(n-2)(n-1)}&w^{(n-1)(n-1)}\end{bmatrix}}{\begin{bmatrix}x_{0}\\x_{1}\\\vdots \\x_{n-1}\end{bmatrix}},\quad w=e^{-j{\begin{matrix}{\frac {2\pi }{n}}\end{matrix}}}}
如果n是質數，則可以無視第一行與第一列，把n點的DFT用n-1點的迴旋摺積來取代。

## 使用方法
使用此演算法，可分為以下幾個步驟，此處以n=5的DFT為例：
{\displaystyle {\begin{bmatrix}y_{0}\\y_{1}\\y_{2}\\y_{3}\\y_{4}\end{bmatrix}}={\begin{bmatrix}1&1&1&1&1\\1&w&w^{2}&w^{3}&w^{4}\\1&w^{2}&w^{4}&w&w^{3}\\1&w^{3}&w&w^{4}&w^{2}\\1&w^{4}&w^{3}&w^{2}&w\end{bmatrix}}{\begin{bmatrix}x_{0}\\x_{1}\\x_{2}\\x_{3}\\x_{4}\end{bmatrix}},\qquad w=e^{-j\angle 72^{\circ }}}
Step 1：消去第一行與第一列，式子可以改寫如下：
{\displaystyle {\begin{bmatrix}y_{1}-x_{0}\\y_{2}-x_{0}\\y_{3}-x_{0}\\y_{4}-x_{0}\end{bmatrix}}={\begin{bmatrix}w&w^{2}&w^{3}&w^{4}\\w^{2}&w^{4}&w&w^{3}\\w^{3}&w&w^{4}&w^{2}\\w^{4}&w^{3}&w^{2}&w\end{bmatrix}}{\begin{bmatrix}x_{1}\\x_{2}\\x_{3}\\x_{4}\end{bmatrix}},\qquad w=e^{-j\angle 72^{\circ }}}
Step 2：找出列與行的順序：
a)找出一個原根 a，使得{\displaystyle a^{k}{\bmod {N}}\neq 1\quad when\quad k=1,2,\cdots ,N-2,\quad a^{N-1}{\bmod {N}}=1}.
b)用p[n]表示列與行的順序：{\displaystyle p[n]=a^{n}{\bmod {N}},\quad n=0,1,\cdots ,N-2}
在這例子中，N=5有兩個原根：2與3。取2作為其原根，可得其順序為：1,2,4,3。
故要將此矩陣{\displaystyle {\begin{bmatrix}y_{1}-x_{0}\\y_{2}-x_{0}\\y_{3}-x_{0}\\y_{4}-x_{0}\end{bmatrix}}={\begin{bmatrix}w&w^{2}&w^{3}&w^{4}\\w^{2}&w^{4}&w&w^{3}\\w^{3}&w&w^{4}&w^{2}\\w^{4}&w^{3}&w^{2}&w\end{bmatrix}}{\begin{bmatrix}x_{1}\\x_{2}\\x_{3}\\x_{4}\end{bmatrix}}\quad }  的第三列與第四列交換，第三行與第四行交換，把矩陣變成如下：
{\displaystyle {\begin{bmatrix}y_{1}-x_{0}\\y_{2}-x_{0}\\y_{4}-x_{0}\\y_{3}-x_{0}\end{bmatrix}}={\begin{bmatrix}w&w^{2}&w^{4}&w^{3}\\w^{2}&w^{4}&w^{3}&w\\w^{4}&w^{3}&w&w^{2}\\w^{3}&w&w^{2}&w^{4}\end{bmatrix}}{\begin{bmatrix}x_{1}\\x_{2}\\x_{4}\\x_{3}\end{bmatrix}}\quad }
如此第一行與第一列都跟所求得的順序：1,2,4,3一樣，此為circular correlation的形式。
Step 3：為了要符合迴旋摺積的定義(矩陣的對角線的項數相同)，故必須再將第二列與第四列交換，第二行與第四行交換，矩陣如下：
{\displaystyle {\begin{bmatrix}y_{1}-x_{0}\\y_{3}-x_{0}\\y_{4}-x_{0}\\y_{2}-x_{0}\end{bmatrix}}={\begin{bmatrix}w&w^{3}&w^{4}&w^{2}\\w^{2}&w&w^{3}&w^{4}\\w^{4}&w^{2}&w&w^{3}\\w^{3}&w^{4}&w^{2}&w\end{bmatrix}}{\begin{bmatrix}x_{1}\\x_{3}\\x_{4}\\x_{2}\end{bmatrix}}\quad }
如此就可把N點DFT用N-1點的DFT來簡化，表示如下：
{\displaystyle {\begin{bmatrix}y_{1}-x_{0}\\y_{3}-x_{0}\\y_{4}-x_{0}\\y_{2}-x_{0}\end{bmatrix}}=IFFT\left[FFT_{4}\left\{{\begin{bmatrix}x_{1}\\x_{3}\\x_{4}\\x_{2}\end{bmatrix}}\right\}.FFT_{4}\left\{{\begin{bmatrix}w^{1}\\w^{3}\\w^{4}\\w^{2}\end{bmatrix}}\right\}\right]}

## 缺點
雖然此演算法有著可以大幅減少乘法量的優點，但相對於此，也有一些缺點：
- N不同，那硬體的架構也會跟著改變。
- Time Cycle較多（因為要做兩次N-1點的DFT）。
- 加法量會增加很多。

## 其他運用
任意長度的DFT都可以用長度為{\displaystyle 2^{k}}點的DFT來簡化，舉例來說：
7點的DFT：先將7點DFT用Winograd簡化成6點DFT，再利用6=2x3，故6點DFT可用2點DFT與3點的DFT來表示，再把3點的DFT用Winograd簡化成2點的DFT，即可把7點的DFT用{\displaystyle 2^{k}}點的DFT來簡化。